# Seymour Stein

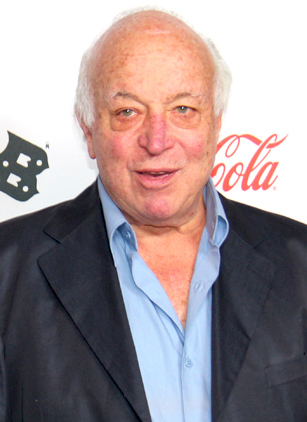
Seymour Stein (2013)

Seymour Stein (* 18. April 1942 in Brooklyn, New York City; † 2. April 2023 in Los Angeles) war ein US-amerikanischer Musikproduzent, der vor allem als Leiter von Sire Records und Entdecker der Ramones und von Madonna bekannt wurde.

## Leben und Karriere
Steins Musikkarriere begann in den 1950er-Jahren, als er, noch ein Teenager, eines Tages zu den Büros des Billboard-Magazines ging mit der merkwürdigen Bitte, von jeder Chart-Tabelle, die Billboard seit seinem Geburtsjahr veröffentlicht hatte, eine Kopie machen zu dürfen. Der Leiter von Billboard war von Steins Chart-Interesse so beeindruckt, dass er ihm eine Stelle bei dem Magazin anbot. Nachdem Stein eine Zeit lang Hitparaden-Listen für Billboard zusammengestellt hatte, zog er im Alter von 16 Jahren nach Cincinnati um für Syd Nathans King Records zu arbeiten. Danach bekam er eine Stelle als Administrator bei Red Bird Records von Jerry Leiber und Mike Stoller. Nachdem die beiden Red Bird Records verkauft hatten, gründete Stein 1966 zusammen mit Richard Gottehrer sein eigenes Label Sire.
Ende der 1960er- und Anfang der 1970er-Jahre begann Sire Alben von Focus und der Climax Blues Band zu produzieren. Auch war es Stein, der Fleetwood Mac nach Amerika brachte. In den 1970er und 1980er Jahren veröffentlichte Sire vor allem Punk- und New-Wave-Alben. So entdeckte Stein 1975 die Ramones, deren Debütalbum Ramones 1976 auf Sire erschien. Andere berühmte Bands, die durch Stein eine Startchance erhielten, waren zum Beispiel die Talking Heads und die Pretenders. Auch The Smiths, The Cure, Echo & The Bunnymen, The Cult, The Flamin Groovies, Richard Hell and The Voidoids, Modern English, Aztec Camera, The Replacements und The Dead Boys veröffentlichten einige ihrer wichtigsten Werke auf Sire.
Steins wichtigste Entdeckung blieb mit Madonna jedoch eine Interpretin, die man weder dem Punk noch dem New Wave zuordnen kann. Ende 1982 veröffentlichte Sire Everybody, die Debütsingle der damals noch unbekannten Sängerin. Stein war begeistert und bot ihr einen Vertrag für ein ganzes Album an: Madonna.
Stein produzierte bis zuletzt Rockbands auf seinem Sire-Label, das 2003 Teil der Warner Music Group geworden ist. 2005 wurde er von der Rock and Roll Hall of Fame für sein Lebenswerk geehrt.
1998 erschien das Album The Boy With the Arab Strap von Belle and Sebastian. Auf diesem Album befindet sich ein Lied, das von einem Treffen der Band mit Seymour Stein erzählt. Unter anderem wird in dem Song auch auf Johnny Marr von The Smiths Bezug genommen, der ebenfalls von Stein ‚entdeckt‘ wurde.
Stein war bis in die späten 1970er-Jahre mit der Musikmanagerin Linda S. Stein verheiratet, die 2007 von ihrer persönlichen Assistentin ermordet wurde. Das Paar hatte zwei Töchter: Tochter Samantha starb 2013 an einem Gehirntumor, die Tochter Mandy Stein wurde Filmemacherin. Seymour Stein outete sich in späteren Jahren, unter anderem in seiner 2018 veröffentlichten Autobiografie Siren Song: My Life in Music, als homosexuell.
Seymour Stein starb im April 2023, zwei Wochen vor seinem 81. Geburtstag, in Los Angeles nach einer längeren Krebserkrankung.